# مقدمات (علوم)

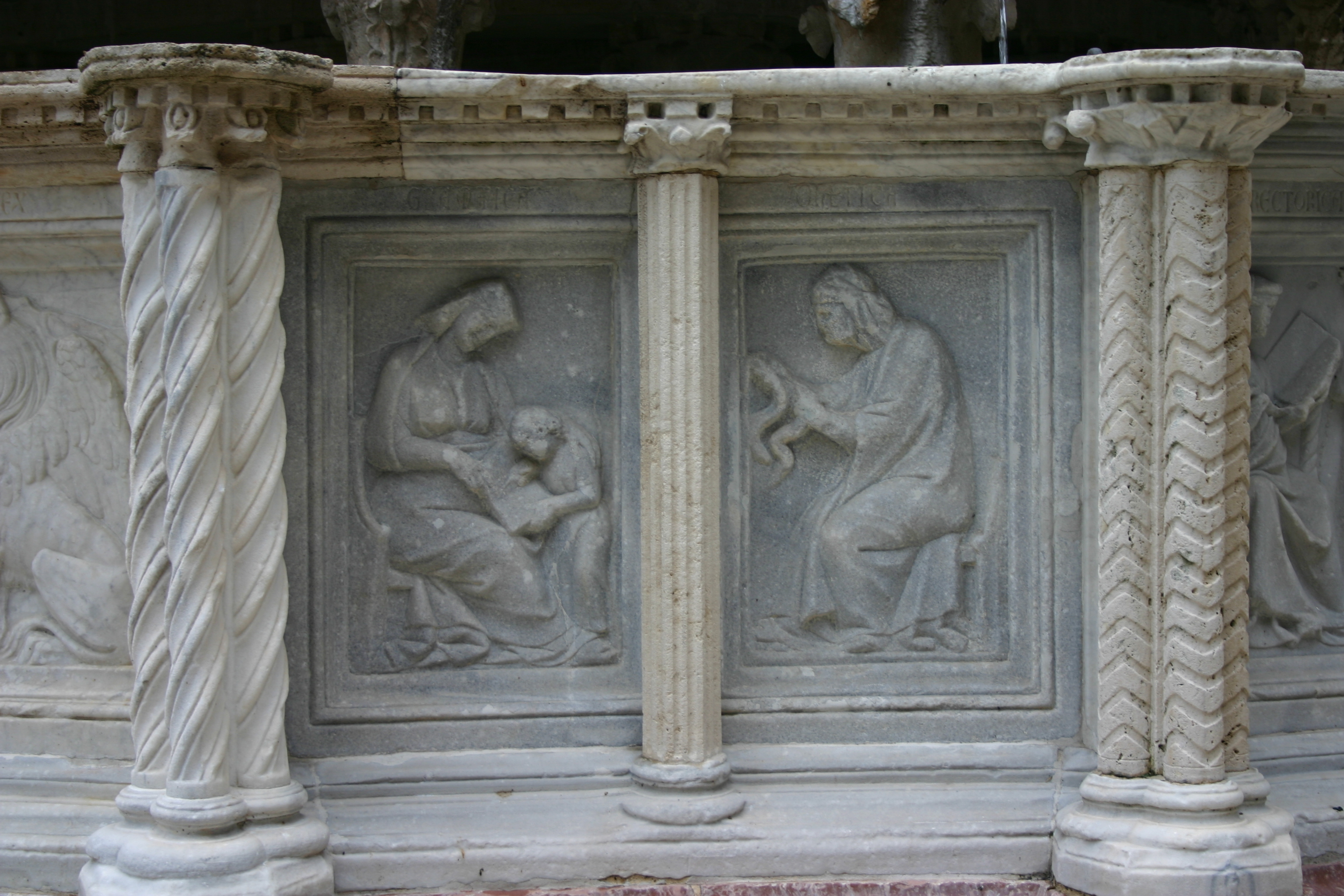

المقدمات (تريفيا) أو العلوم الثلاثة هي ثلاثة علوم آلية: علم الصرف والنحو (أم العلوم)، والبلاغة، والمنطق (خادم العلوم)؛ بها تعلم العلوم العقلية المعروفة بالتعاليم الأربعة. جملة هذه العلوم المقدمة والتعليمية تسمى بالفنون المتحررة لأن المرء المتصف بالحرية تكون له الحرية في أن يتعلمها بعكس الخادم الذي يتوجب عليه تعلم العلوم العملية.